# Інцидент з Boeing 777 над Брумфілдом
39°55′44″ пн. ш. 105°03′18″ зх. д. / 39.929° пн. ш. 105.055° зх. д.
Інцидент з Boeing 777 над Брумфілдом (UA328/UAL328), регулярний внутрішній пасажирський рейс США з Денвера до Гонолулу стався 20 лютого 2021 року, зазнав локалізованої відмови двигуна через чотири хвилини після зльоту з міжнародного аеропорту Денвера (DEN). Частини, що відійшли від капота двигуна літака Boeing 777-222 , призвели до утворення уламків щонайменше на протяжності 1.6 км над приміськими житловими районами Брумфілда, штат Колорадо. Падіння уламків зафіксували очевидці за допомогою відеореєстраторів і камер смартфонів. Уламки провалилися через дах приватного будинку та значно пошкодили припаркований автомобіль.
Відмова двигуна призвела до пожежі двигуна в польоті, значного пошкодження гондоли двигуна та незначного пошкодження фюзеляжу. Пасажири також записали відео пошкодження гондоли двигуна та пожежі в польоті та опублікували його в соціальних мережах. Вийшов з ладу двигун Pratt & Whitney (P&W), модель PW4077 турбовентилятором.
Екіпаж зафіксував несправний двигун, і літак повернувся в Денвер, використовуючи двигун, що залишився в роботі, приземлившись без подальших інцидентів через 24 хвилини після зльоту о 13:28 за місцевим часом. Повідомлень про постраждалих людей на борту чи на землі не надходило. Національна рада з безпеки на транспорті США негайно почала розслідування.
Подібні літаки серії 777-200 були швидко припинені декількома національними авіаційними органами, включаючи Федеральну авіаційну адміністрацію США, яка видала Надзвичайну Директиву про льотну придатність, яка вимагала від операторів літаків США, оснащених аналогічними двигунами Pratt & Whitney серії PW4000-112, перевіряти вентилятор цих двигунів. лопаті перед подальшим польотом.  Japan Air Lines, з якою стався подібний інцидент у грудні 2020 року, зняла з експлуатації всі свої Boeing 777-200, оснащені P&W, на рік раніше, ніж планувалося, у березні 2021 року. United Airlines, з якою також стався подібний інцидент у 2018 році, призупинила роботу своїх літаків Pratt & Whitney 777-200 з початку до середини 2021 року до липня 2022 року (за винятком літака, що зазнав аварії).

## Літак

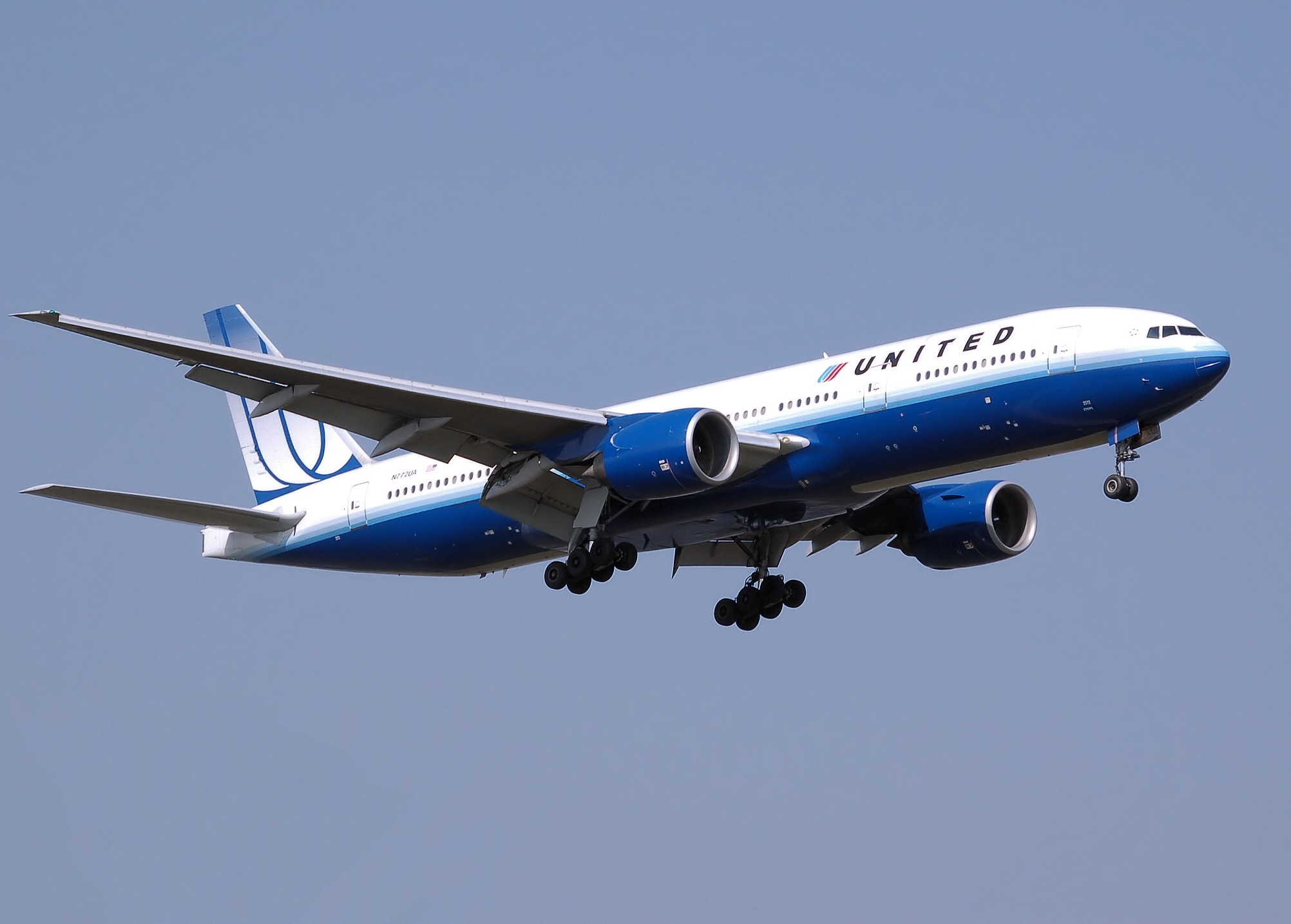
Літак N772UA, про який йдеться, побачили в лондонському Хітроу в 2007 році, але все ще носив свою попередню ліврею.

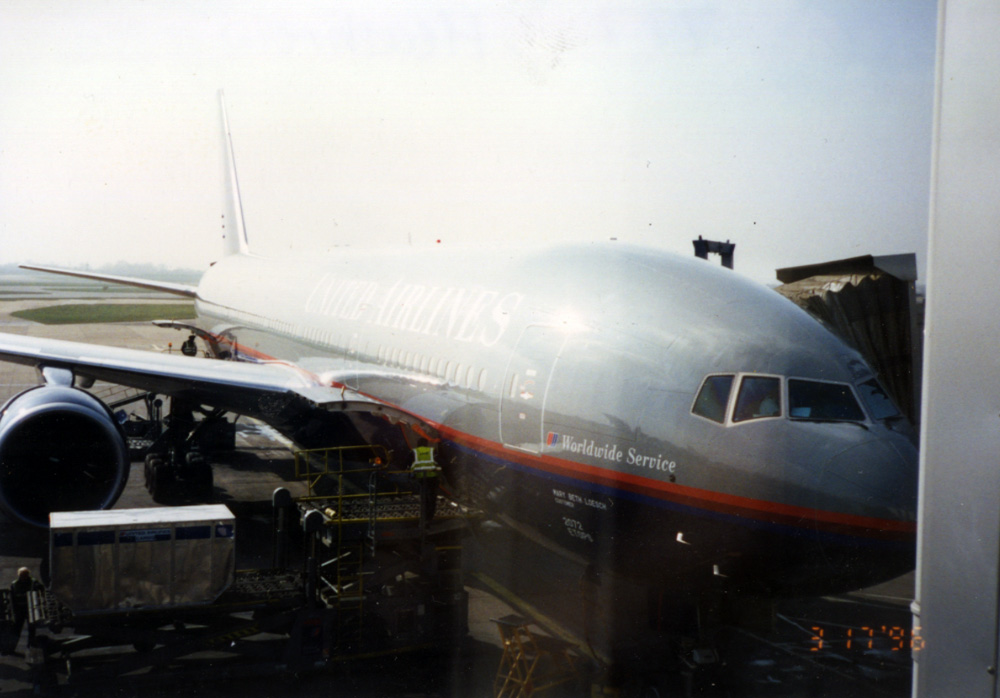
Літак інциденту в Хітроу, 1996 рік.

Літак, що зазнав інциденту, N772UA,  і переданий United у вересні 1995 року. Спочатку літак був позначений як WA005, один із оригінальних Boeing 777-200, які брали участь у програмі сертифікації льотних випробувань перед його надходженням у комерційну експлуатацію. Boeing припинив виробництво 777 з двигунами P&W серії PW4000 у 2013 році , і двигун більше не знаходиться в активному виробництві. Після масштабного ремонту літак, який приземлився, повернули до експлуатації 21 серпня 2022 року. 
Boeing 777 — далекомагістральний, широкофюзеляжний, двомоторний літак. На момент інциденту він мав відносно низький рівень смертності в аваріях. Єдиними двома 777 аваріями з повною втратою літаків, пасажирів і екіпажу є рейс MH17 Malaysia Airlines, який був збитий над Україною в липні 2014 року, і MH370, який зник над Індійським океаном у березні 2014 року. Інші смертельні аварії, рейс 521 авіакомпанії Emirates і рейс 214 авіакомпанії Asiana Airlines, були приписані помилці пілота. Дві інші втрати корпусу з травмами пасажирів: у літака рейсу EgyptAir 667 сталася пожежа в кабіні під час стоянки біля виходу на посадку в аеропорту Каїра, а рейс 38 British Airways розбився під час посадки в аеропорту Хітроу. Останнє пояснюється конструктивним дефектом двигунів Rolls-Royce Trent 895-17, а не двигунів P&W на цьому літаку.

## Інцидент
Літак прибув до міжнародного аеропорту Денвера (DEN) рейсом UA2465 о 10:50 за місцевим часом. О 13:04 за місцевим часом він вилетів зі злітно-посадкової смуги 25 на маршрут до міжнародного аеропорту ім. Даніеля К. Інує (HNL) рейсом UA328. Згідно з даними реєстратора польотних даних (FDR) та опитуваннями екіпажу NTSB, приблизно через чотири хвилини після зльоту літак набирав висоту приблизно 12 500 футів (3800 м) зі швидкістю приблизно 280 вузлів (320 миль/год; 520 км). /год). Льотний екіпаж повідомив NTSB, що в цей час вони збільшили потужність, щоб мінімізувати час очікуваної турбулентності під час набору висоти до призначеної висоти ешелону польоту 230 (приблизно 23 000 футів або 7 000 м). Одразу після того, як дросельні заслінки були натиснуті, гучний удар був зафіксований на диктофоні в кабіні (CVR). Дані FDR вказують на те, що двигун самовільно вимкнувся, і незабаром після цього активувалося попередження про пожежу двигуна. Поломка лопаті вентилятора правого (№2) двигуна призвела до того, що частини капота двигуна розпалися та впали на землю в Брумфілді, штат Колорадо. Ніхто на землі чи в літаку не постраждав, хоча уламки, що летіли, призвели до отвору в обтічнику крила та корпусу, некритичній складовій частині, призначеній для зменшення аеродинамічного опору.
Екіпаж польоту зв'язався з диспетчером повітряного руху, щоб оголосити надзвичайну ситуацію та попросити повернути ліворуч, щоб повернутися в аеропорт. Льотний екіпаж почав заповнювати контрольні листи, включно з контрольним листом пожежі двигуна. У рамках контрольного списку екіпаж випустив обидві пляшки вогнегасника в двигун, але попередження про пожежу двигуна не згасло, доки літак не був на розширеному вітрі для посадки. Льотний екіпаж продовжив підготовку до аварійної посадки, заповнивши додаткові важливі контрольні списки та перевіривши характеристики літака для посадки. Вони вирішили не скидати паливо з міркувань безпеки та часу, і визначили, що надлишкова вага при посадці була недостатньо значною, щоб переважити інші міркування.
Капітан здійснив заходження на посадку з одним непрацюючим двигуном і посадку на злітно-посадкову смугу 26 без подальших інцидентів. Пожежно-рятувальна служба аеропорту (ARFF) зустріла літак, щойно він зупинився на злітно-посадковій смузі, і подала воду та піноутворювач у правий двигун. У базі двигуна сталася пожежа, яку швидко загасили. Після дозволу ARFF літак відбуксирували зі злітно-посадкової смуги, де пасажири висадилися по повітряних сходах і були доставлені автобусом до терміналу. Пасажири були повторно заброньовані на рейс UA3025, який виконує інший Boeing 777, N773UA, дочірнє судно N772UA, яке було безпосередньо перед ним на виробничій лінії, і вилетів через декілька годин.

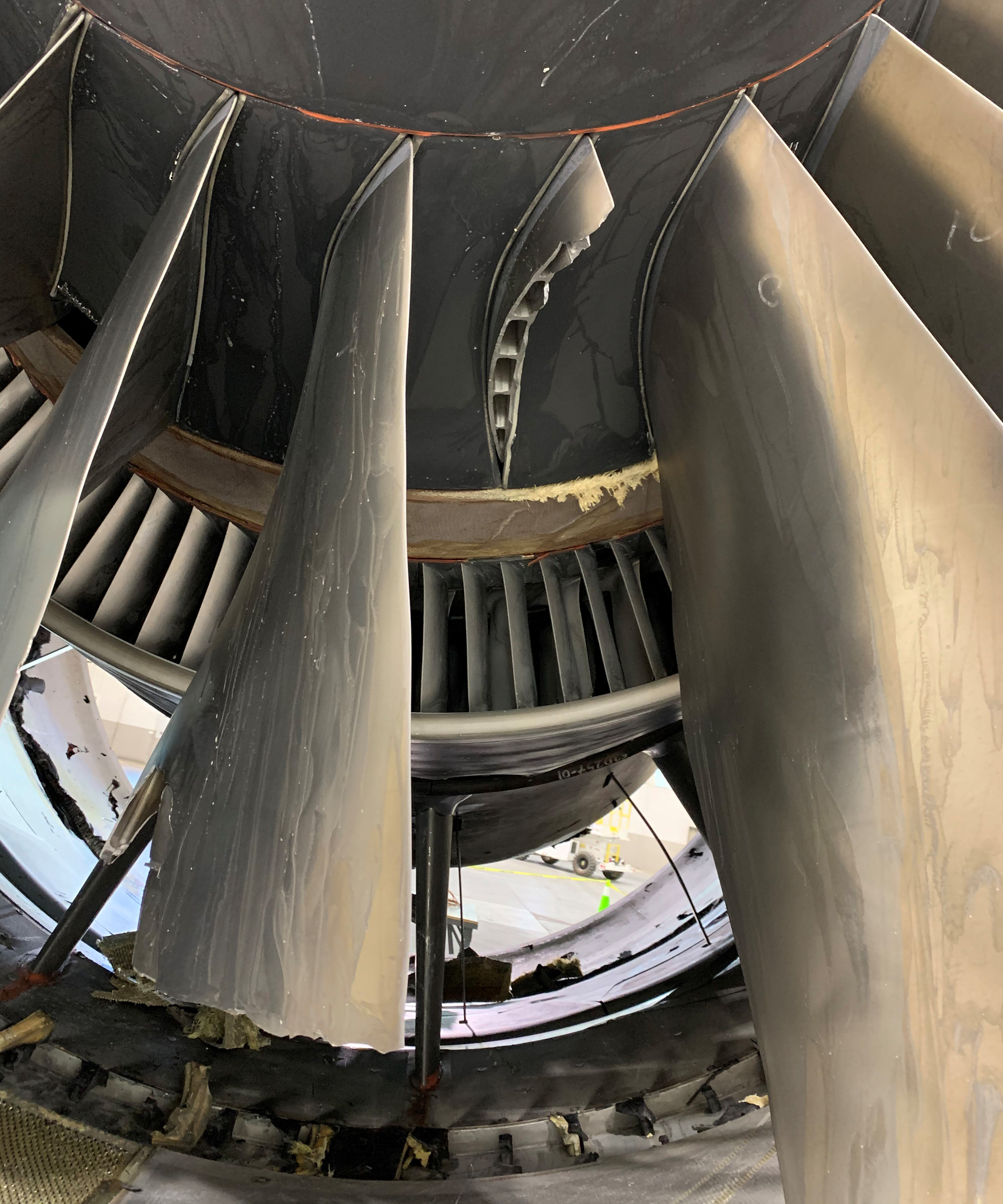
Пошкодження порожнистих лопатей вентилятора PW4000 від UA328. Зверніть увагу на поверхню зламу біля втулки у верхній частині фотографії. (фото NTSB)

## Розслідування
Національна рада з безпеки на транспорті (NTSB) розслідує інцидент. Інженер NTSB і двоє слідчих з офісу NTSB у Денвері збирали уламки разом із місцевими правоохоронними органами та органами безпеки протягом кількох днів відразу після інциденту. Більшу частину конструкції впускного капота та дверей капота вентилятора, які відокремлювали від літака, було знайдено та ідентифіковано. Відновлені частини впускного кожуха, конструкції дверцят кожуха вентилятора та кріпильного кільця впускного кожуха були розкладені в ангарі (на фото). Вхідний кожух, дверцята кожуха вентилятора та реверсори тяги будуть додатково досліджені дослідниками NTSB, щоб відобразити пошкодження та шаблони несправностей кожуха після відмови лопаті вентилятора, а також дослідити подальше прогресування пожежі в реверсорах тяги.

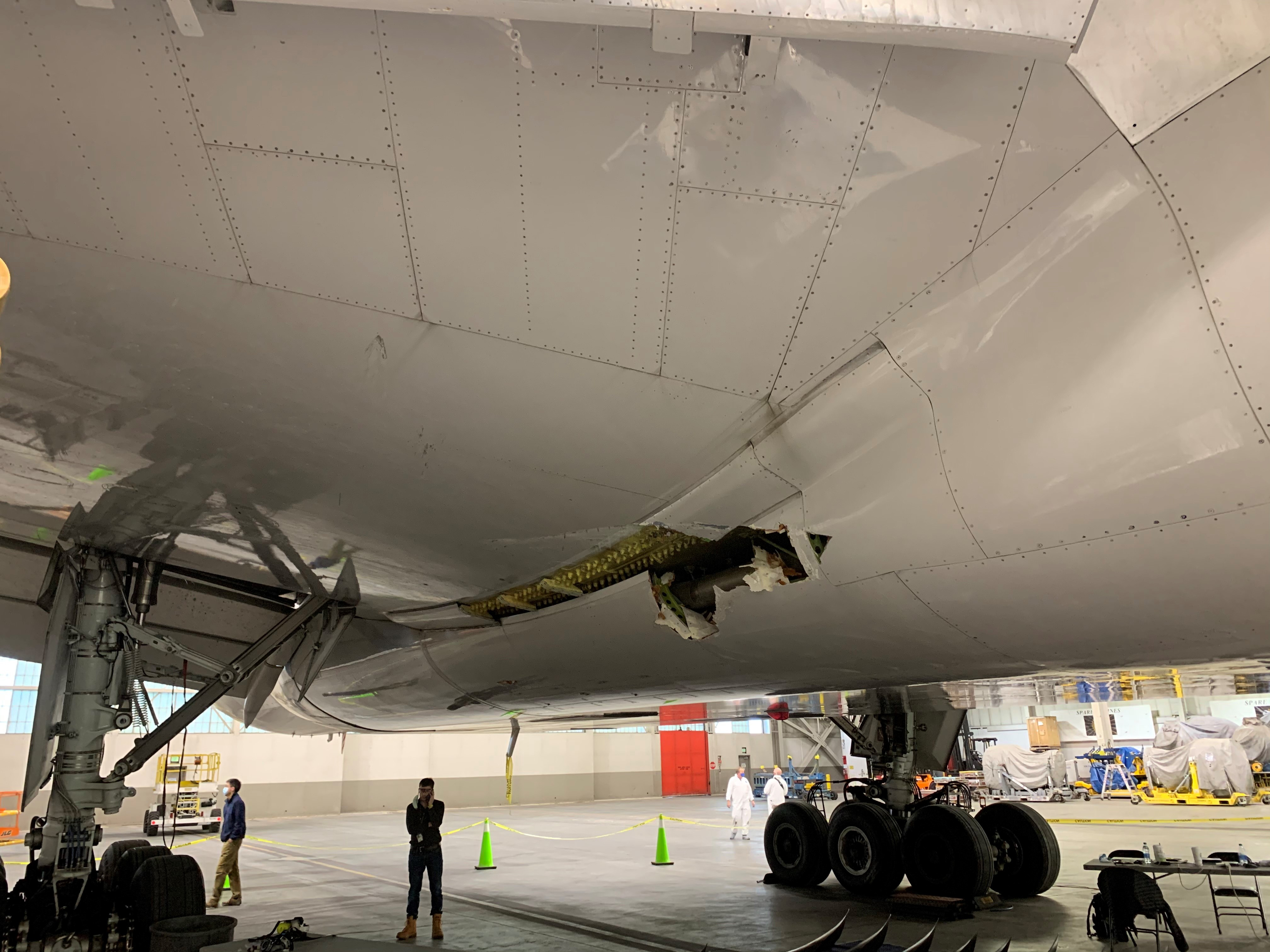
Пошкодження крила та обтічника кузова рейсу 328 United Airlines (фото NTSB)
Під час первинного огляду NTSB помітив, що зламалися дві лопаті вентилятора, одна біля кореня, а сусідня приблизно в середині прольоту; частина одного леза була вбудована в утримуюче кільце. Решта лопатей вентилятора показали пошкодження кінчиків і передніх країв. Несправні леза були видалені та доставлені на приватному літаку до лабораторії Pratt & Whitney у Хартфорді, штат Коннектикут, для подальшого дослідження.
22 лютого 2021 року голова Національної ради з безпеки на транспорті Роберт Сумвалт оголосив, що згідно з попередньою оцінкою пошкодження лопаті вентилятора спричинене втомою металу. Сумвалт також сказав, що, «за нашим найсуворішим визначенням», NTSB не вважав інцидент неконтрольованою несправністю двигуна, тому що «стримуюче кільце містило частини, коли вони вилітали». Він сказав, що NTSB буде з'ясуйте, чому капот двигуна відокремився від літака та чому виникла пожежа, незважаючи на те, що подача палива до двигуна була вимкнена.
Перемикач пожежі правого двигуна та індикатори стану вогню в кабіні.
5 березня 2021 року NTSB опублікував оновлену інформацію про інцидент. Вони надали більш детальну інформацію про своє попереднє обстеження пожежі правого двигуна, заявивши, що виявили, що воно в основному містилося в додаткових компонентах двигуна, обшивці реверсу тяги та композитній стільниковій структурі внутрішнього та зовнішнього реверсів тяги. Обидві половини заднього капота виявилися цілими та неушкодженими. Лонжеронний клапан, який зупиняє подачу палива до двигуна, коли в кабіні натиснути вимикач пожежі, було виявлено закритим; не було жодних доказів пожежі на паливі. Під час огляду кабіни було встановлено, що вимикач пожежі правого двигуна був витягнутий і повернутий у положення «DISCH 1», і обидва вогні розряду балонів горіли. Перевірка аксесуарів двигуна показала численні зламані паливні, масляні та гідравлічні лінії, а також розбиту коробку передач.